# 岐阜県道231号荒尾笠縫線
岐阜県道231号荒尾笠縫線（ぎふけんどう231ごう あらおかさぬいせん）とは、岐阜県大垣市の一般県道（岐阜県道）である。

## 概要
大垣市中心部と国道21号米原市方面や市道を経由して国道417号揖斐川町方面を結ぶ道路である。
変則的な交差点になっている国道21号との交差点（熊野交差点）の西行きは渋滞しやすい。
終点付近の道路は片側1.5車線ほどの十分な道幅があるが，交通量や通学者が多いためか制限速度は30km/hとなっている。
終点の笠縫町は十六夜日記の作者阿仏尼が宿泊したといわれている。 
全長は約2.5km。 

### 路線データ
- 起点：岐阜県大垣市荒尾町（岐阜県道214号養老赤坂線交点（荒尾町北瀬古交差点））
- 終点：岐阜県大垣市笠縫町（岐阜県道18号大垣一宮線交点（宿地町交差点））

## 通過する自治体
- 岐阜県
  - 大垣市

## 主な接続道路
- 岐阜県道214号養老赤坂線
- 国道21号
- 岐阜県道18号大垣一宮線

## 周辺
- 養老鉄道養老線 北大垣駅
- 東海道本線 荒尾駅
- 御首神社